# Phytocoris tehachapi
Phytocoris tehachapi är en insektsart som beskrevs av Stonedahl 1988. Phytocoris tehachapi ingår i släktet Phytocoris och familjen ängsskinnbaggar. Inga underarter finns listade i Catalogue of Life.